# 贫花鹅观草
贫花鹅观草（学名：Roegneria pauciflora），为禾本科鹅观草属下的一个植物种。